# Peter Goga
Peter Goga (ur. 6 września 1965 w Bratysławie) – słowacki siatkarz, występujący na pozycji przyjmującego. Jego atrybuty fizyczne z czasów kiedy grał w siatkówkę to 189 cm i 87 kg. Jego zasięg w bloku to 335 cm, natomiast w ataku 309 cm. Trzykrotnie zdobył z zespołem Olimp Praga mistrzostwo Czechosłowacji. Z zespołem SK Zlin zdobył mistrzostwo Czech w roku 1999. Był wielokrotnym reprezentantem Słowacji, Czech i Czechosłowacji. W barwach Czechosłowacji startował na Mistrzostwach Europy w roku 1993 rozgrywanych w Finlandii. W słowackiej reprezentacji grał w kwalifikacjach do Mistrzostw Świata 1994 w meczach przeciwko Ukrainie. Następnie przyjął obywatelstwo czeskie i od tego czasu reprezentował barwy tego kraju.
Kluby:
- do 1985 Slavia UK Bratysława, Słowacja
- 1985 – 1992 Olimp Praga, Czechy
- 1992 – 1993 HSV Hamburg, Niemcy
- 1993 – 1994 Sokol Wiedeń, Austria
- 1994 – 1995, Ołomuniec, Czechy
- 1995 – 1996, Schenk Brno, Czechy
- 1996 – 1997, VKP Bratysława, Słowacja
- 1997 – Vítkovice, Czechy
- 1997 – 2000, SK Zlin, Czechy
- 2000 – 2002, Aich Dob, Austria
- 2002 – 2004, VK Ostroj Opawa, Czechy